# ウィレム・ヘンドリック・ケーソン

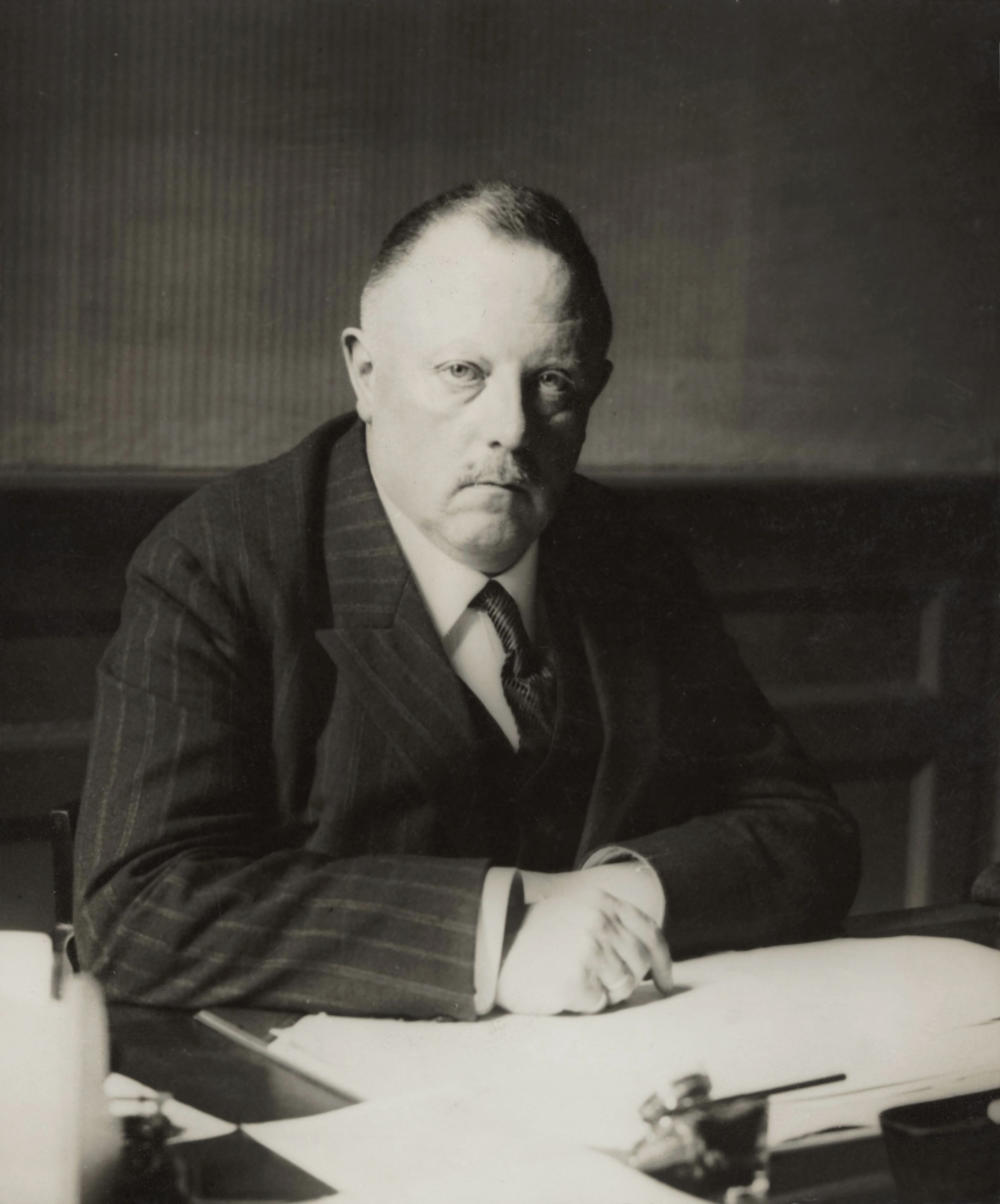
ウィレム・ヘンドリック・ケーソン (1926)

ウィレム・ヘンドリック・ケーソン（Willem Hendrik Keesom, 1876年6月21日 - 1956年3月24日）はオランダの物理学者である。1923年からライデン大学で実験物理学の教授を務めた。
1926年、固体ヘリウムを作ることに初めて成功した。また、彼は1921年に最初に双極子相互作用を数学的に説明をした。このことから、双極子相互作用はケーソン相互作用とも呼ばれている。